# 송영주 (1920년)
송영주(1920년 2월 23일~1992년 10월 24일)는 대한민국의 정치인이다. 제4대 국회의원을 지냈다.

## 역대 선거 결과
|  | 36.94% |

|  | 9.10% |